# Armeniens bandyfederation
Armeniens bandyfederation är det styrande organet för bandy och rinkbandy i Armenien. Huvudkontoret ligger i Jerevan. Armeniens bandyfederation grundades 2010 och blev medlem i Federation of International Bandy samma år.